# José del Castillo Sáenz de Tejada
José del Castillo Sáenz de Tejada   (Alcalá la Real, 29 de juny de 1901 - Madrid, 12 de juliol de 1936) fou un militar espanyol.

## Militar socialista
El seu pare, Valeriano del Castillo, era un advocat d'idees liberals i la seva mare Cariño Sáez de Tejada era d'ascendència aristocràtica, parent llunyana de José Antonio Primo de Rivera. Estudia el batxillerat a Granada, en el mateix col·legi en el qual ho va fer Federico García Lorca. Va ingressar a l'Acadèmia d'Infanteria de Toledo en 1919, de la qual es gradua en 1922 com alferes. Destinat al Grup de Regulars Indígenes de Tetuán núm. 1, va prendre part a la Guerra del Rif on per mèrits de guerra aconsegueix el rang de tinent. En 1925 té lloc el desembarcament d'Alhucemas, que precipita el final de la guerra i Castillo és destinat a la península, al Regiment d'Infanteria d'Alcalá de Henares.
Després de la proclamació de la Segona República Espanyola, Castillo entra en una fase de conscienciació política, possiblement influït pel també tinent Fernando Condés amb qui havia travat gran amistat durant la guerra al Marroc i que al final de la mateixa havia ingressat en la Guàrdia Civil. Simpatitzants declarats del socialisme, ambdós sofrixen condemnes per la seva actuació durant la Revolució de 1934. En concret, Castillo que havia estat destinat al capdavant d'una secció de morters a la localitat asturiana de Cuatro Caminos, pertanyent al municipi de Villaviciosa, es nega a reprimir als obrers revoltats al·legant que ell no disparava sobre el poble. Sotmès per aquest acte de desobediència a consell de guerra, el condemnaren a un any de presó militar. Una vegada conclosa la condemna, al novembre de 1935, i davant el caire dels esdeveniments polítics, pren una actitud encara més decidida en defensa de les seves ideals d'esquerra. Després del triomf del Front Popular en 1936, sol·licita el seu traspàs a la Guàrdia d'Assalt. El seu ingrés en aquest cos es produïx el 12 de març d'aquest any, sent destinat a la 2a Companyia d'Especialitats, amb base a Madrid, a la caserna de Pontejos.

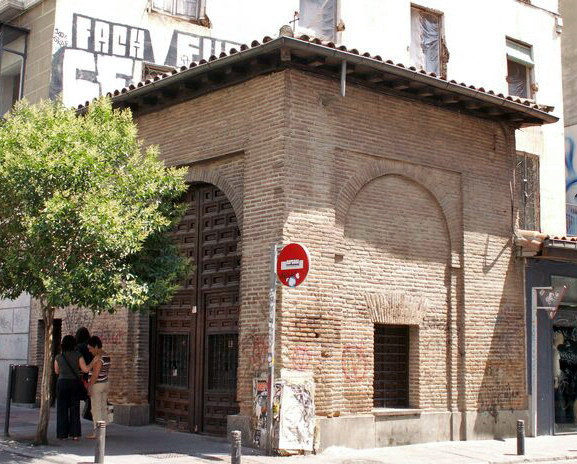
Ermita del Humilladero a la cantonada dels carrers Fuencarral i Augusto Figueroa. A les seves portes va ser assassinat el tinent Castillo.

En aquest temps s'estan produint continus i violents enfrontaments entre militants d'esquerra i de dreta, especialment falangistes i carlins, així com una onada d'atemptats contra els militars pertanyents a la Unió Militar Republicana Antifeixista (UMRA) a la qual Castillo s'havia afiliat després de sortir de presó i des de la qual li va ser encarregada la instrucció de les milícies de les Joventuts Socialistes. Un d'aquests incidents té lloc el 14 d'abril, durant els actes commemoratius del V aniversari de la República, en el qual resulta mort l'alferes De los Reyes, de la Guàrdia Civil. Aquest fet serveix de motiu per a una gran manifestació, acompanyada de disturbis, contra el govern frontpopulista per part de les forces de dreta durant l'enterrament celebrat l'endemà. En la repressió subsegüent mor, per tirs d'un dels homes de la secció de Castillo, Andrés Sáez de Heredia, cosí del fundador de la Falange José Antonio Primo de Rivera, i resulta ferit de gravetat, per tirs del mateix tinent, un jove militant carlí. Castillo està a punt de ser linxat pels manifestants i ha de ser tret del lloc pels agents al seu comandament, que el traslladen a la Direcció General de Seguretat, on presta declaració i és posat en llibertat.

## Assassinat
Des d'aquest dia Castillo esdevingué objectiu de les milícies dretanes, les amenaces sovintejaren i els seus superiors li proposaren traslladar-lo fora de Madrid, cosa que ell no accepta. Patí dos intents d'assassinat fallits i les milícies de les Joventuts Socialistes l'escorten sense que ell ho sàpiga. Així les coses, el 12 de juliol, després d'assistir als toros, és advertit per una militant socialista que corren rumors que aquella nit s'atemptaria contra la seva vida, però Castillo, després d'un passeig amb la seva esposa, amb la qual s'havia casat el 20 de maig, decidí incorporar-se al seu lloc com cada dia. No obstant això, a les deu de la nit, quan gira a la cantonada del carrer Augusto Figueroa amb Fuencarral, per a encaminar-se a la caserna, quatre pistolers d'extrema dreta, carlins pertanyents al Terç de Requetés de Madrid, segons l'historiador Ian Gibson, o falangistes segons altres autors com Paul Preston, li disparen sense donar-li temps a treure la seva arma reglamentària. Auxiliat pel periodista Juan de Dios Fernández Cruz, que casualment passava pel lloc, és traslladat a una casa de socors propera on ingressa cadàver. El tinent Castillo, possiblement, hauria estat un més dels militars de la UMRA assassinats i el seu nom no hauria entrat en la Història de no ser pels esdeveniments que van seguir al coneixement pels seus companys de la seva mort.
Existí la teoria que aquests companys, especialment Fernando Condés, juraren venjar-se i organitzen un grup amb el propòsit, pel que sembla, de matar el líder de la CEDA José María Gil-Robles y Quiñones, però al no trobar-lo en el seu domicili s'encaminen al de José Calvo Sotelo, líder de Renovación Española, al que s'emportaren del seu domicili, burlant als seus escortes amb una ordre de detenció falsa, i després de disparar-li dos trets dintre del cotxe en el que anaven, deixaren el seu cadàver en el dipòsit del cementiri de l'Est. Aquest últim assassinat acceleraria els preparatius del cop d'estat que es venia gestant des del triomf electoral de Front Popular, pel que quatre dies després, el 17 de juliol, s'inicia la revolta a Melilla de l'exèrcit d'Àfrica amb la qual comença la Guerra Civil espanyola. Però aquesta teoria va quedar desacreditada quan un dels conspiradors, Urbano Orat de la Torrese, va confessar a El País el 26-9-1978, que l'assassinat havia estat decidit el 9 de maig anterior, per la seva decisió de denunciar el paper de la maçoneria al govern del Front Popular.